# Акунис, Офир
Офир Акунис (ивр. אופיר אקוניס‎; род. 28 мая 1973) — израильский государственный и политический деятель, журналист, депутат Кнессета от партии Ликуд.

## Биография
Акунис родился в Тель-Авиве в 1973 году и получил образование в школе «Герцлия», там же был репортёром газеты Маарив.
Во время службы а армии работал военным журналистом в Департаменте образования. В университете получил степень бакалавра в этой области. Образование: степень в области общественных и гуманитарных наук, международные отношения и политология.
Акунис вступил в Ликуд в 1996 году и служил в качестве медиа-консультанта у Биньямина Нетаньяху. Он также работал в качестве советника у министра юстиции Меира Шитрита и Биньямина Нетаньяху, который в то время был министром финансов.

## Политическая деятельность
В праймериз он занял двадцать восьмое место в списке «Ликуда». Акунис ходатайствовал чтобы понизить Моше Фейглина, который выиграл двадцатое место. 12 декабря 2008 года избирательная комиссия Ликуда приняла ходатайство Акуниса, и Фейглин был перенесён с 20 на 36 место. Акунис впоследствии был перемещён до двадцать шестого места в списке, и вошёл в Кнессет, так как «Ликуд» выиграл 27 мест.
Первые два года своей первой каденции Офир Акунис занимал должность председателя комиссии Кнесета по экономике, где вместе с министром связи Моше Кахлоном способствовал реформам которые привели к резкому снижению цен сотовой связи. В области телевизионного рынка он способствовал принятию законодательства которое увеличило число телевизионных каналов которые будет транслироваться бесплатно и способствовал включению «Израиль плюс» в базисный пакет бесплатных телеканалов.
Во время своего пребывания в Кнессете Акунис инициировал принятие различных законов, в том числе:
- Поправка к закону о защите прав потребителей которая отменяла штрафы за уход из кабельного или спутникового телевидения.
- Поправка к закону дорожного движения которая позволяет парковку на автобусных остановках по субботам и праздникам.
- Поправка к закону об установки водосберегающих насадок и приспособлений во всех государственных зданиях (совместно с Ницан Горовиц, Дов Энен и Йоханан Плеснер).
- Закон, требующий от государственных органов покупать израильские флаги только израильского производства (совместно с Шелли Яхимович).

Другие должности в Ликуде и Кнессете:
- Член комиссии Кнессета по иностранным делам и безопасности.
- Член комиссии Кнессета по вопросам государственного контроля.
- Член комиссии Кнессета по правам ребёнка.
- Председатель (совместно с депутатом Шай Хирмеш) парламентского лобби «форум по международным отношениям».
- Председатель комиссии второго (коммерческого) канала радиовещания и телевидения.
- Руководитель группы реагирования предвыборного штаба «Ликуда».
- Заместитель Председателя Центральной избирательной комиссии от партии Ликуд.

Депутат Кнессета Офир Акунис был переизбран на второй срок в Кнессет 19 созыва. В марте 2013 года, он был назначен заместителем министра в министерстве главы правительства, а в 9 декабря 2014 года так же заместителем министра охраны окружающей среды.
Переизбран в Кнессет 20 созыва.
27 августа 2015 года назначен министром науки, технологии и космоса.

## Семья
Акунис в настоящее время живёт в Тель-Авиве, и состоит в браке с Ади Акунис. У пары двое детей.